# Jerzy Bogdan Kos
Jerzy Bogdan Kos (ur. 24 marca 1931 w Myszkowie, zm. 9 października 2018) – polski lekarz, poeta i działacz społeczny.

## Życiorys
Ukończył studia na Wydziale Lekarskim Akademii Medycznej we Wrocławiu. Od 1956 r. pracował w służbie zdrowia powiatu trzebnickiego, od 1960 r. dyrektor szpitala w Będkowie k. Trzebnicy.
Członek zespołu redakcyjnego czasopisma „Medycyna Wiejska”. Poeta, publicysta, działacz społeczny. Już w czasie studiów współpracował z pismami społeczno-kulturalnymi. Debiutował w 1953 r. wierszami opublikowanymi w tygodniku „Dziś i jutro”, a w 1958 r. ukazała się jego pierwsza książka – zbiór wierszy „Na karuzeli sekundnika”. Jerzy Bogdan Kos był redaktorem naczelnym rocznika „Pomosty”. Wiersze, opowiadania, reportaże, artykuły publicystyczne i recenzje publikował na łamach: „Odry”, „Nowych Sygnałów”, „Poglądów”, „Wrocławskiego Tygodnika Katolickiego”, „Literatury na Świecie”, „Więzi”, „Tygodnika Kulturalnego” i w „Służbie Zdrowia”. Wiersze tłumaczone były na język francuski i niemiecki. Był autorem lub współautorem książek popularyzujących wiedzę o zdrowiu i chorobach, a także autorem prac naukowych, publikowanych w pismach lekarskich. Należał do Unii Polskich Pisarzy Medyków, a jednocześnie był redaktorem „Biblioteki Trzebnickiej”, redaktorem naczelnym rocznika „Brzask” (Trzebnica) i kwartalnika „Dolnośląski Diariusz Lekarski”. Był członkiem zespołu redakcyjnego pism „Oświata Zdrowotna” (Wrocław), „Dolny Śląsk” (Wrocław), „Okolice” (Oborniki Śląskie – Trzebnica), „Kocie Góry” (Oborniki Śląskie – Trzebnica). W latach 1960–2006 pełnił funkcję prezesa, a od 2007 roku był honorowym prezesem Towarzystwa Miłośników Ziemi Trzebnickiej.
Za osiągnięcia w pracy odznaczony został Złotym i Srebrnym Krzyżem Zasługi. Był prezesem wrocławskiego Oddziału SPP. Mieszkał we Wrocławiu. Pochowany na Cmentarzu św. Wawrzyńca we Wrocławiu.

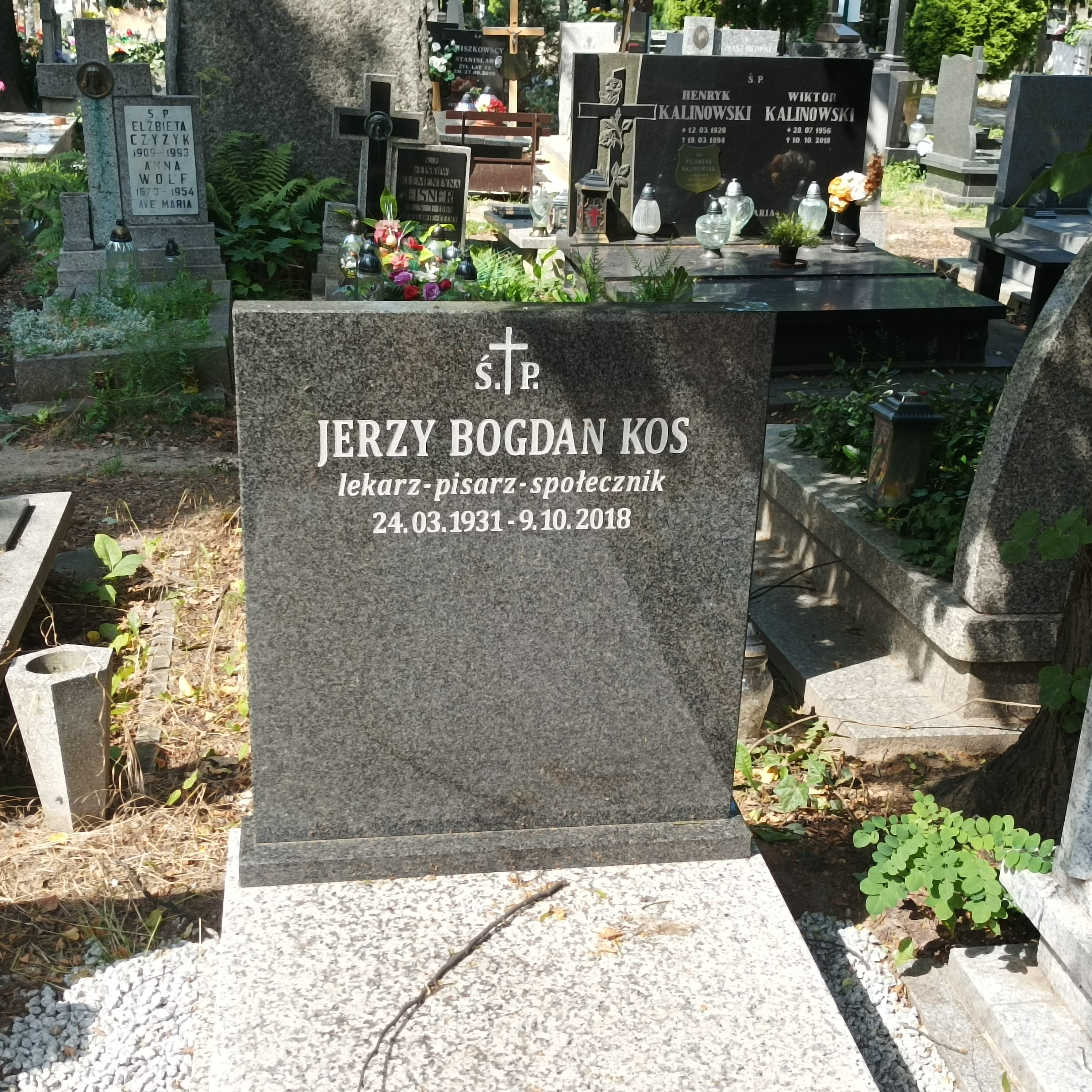
Grób Jerzego Bogdana Kosa na cmentarzu św. Wawrzyńca we Wrocławiu

## Twórczość
Publikacje książkowe:
- „Na karuzeli sekundnika”: poezje. – Wrocław: ZLP, 1958
- „Zbliżenia”: poezje – Wrocław: Ossolineum, 1968
- „W kręgu kultury niepodzielnej”: wspomnienia – Wrocław: Wydaw. „Silesia”, 1973
- „Epitafium dla ospy”: reportaż – Wrocław: Wydaw. „Silesia”, 1991
- „Zapaść”: opowiadania szpitalne – Wrocław: Wydaw. Dolnośląskie, 1991
- „Pergamin piasku”: wiersze – Wrocław: Wydaw. „OKiS”, 1994